# Rollin (canción de Calvin Harris)
Rollin es una canción del DJ escocés y productor discográfico Calvin Harris. Cuenta con voces del rapero estadounidense Future y del cantante estadounidense Khalid. Es el tercer sencillo del quinto álbum de estudio de Harris, Funk Wav Bounces Vol. 1 (2017). La pista fue anunciada en las diferentes redes sociales del artista el 10 de mayo de 2017. La publicación la acompañaba la portada del sencillo y un título donde simplemente decía Viernes.  Fue lanzada el 12 de mayo de 2017 como descarga digital a través de Sony Music, y se clasifica como el tercero de 10 pistas nuevas que Calvin Harris está planeando lanzar a lo largo de 2017, después de Slide y Heatstroke. Un preview de la canción de apenas dos minutos de duración fue subido a su cuenta de YouTube mientras que la canción se encontraba completa en otras plataformas digitales como ITunes o Spotify.

## Recepción Y Crítica

Logo de Pitfork, revista en línea que elogió Rollin

Pitchfork, una popular revista musical en línea estadounidense elogió la pista, diciendo que Harris está "produciendo himnos swing como si llevara haciéndolo toda su vida. El artista ha demostrado ser más que un manager capaz de sacar una carrera adelante", además afirmando que "no sólo está Calvin Harris haciendo pop funky de nuevo, como en sus inicios, sino que está superando DJ Khaled Como un maestro del pop-rap."
El 2 de junio de 2017, la cantante revelación Dua Lipa hizo un mash-up de Rollin de Harris junto con la canción Did You See de J Hus en el BBC Radio 1’s “Live Lounge”. Ella misma puso las vocales en las respectivas canciones.

## Créditos Y Personal
- Calvin Harris – mezcla, producción y grabación
- Future – vocales
- Khalid – vocales
- Seth Firkins – grabación
- Dave Kutch – masterización

## Instrumentos

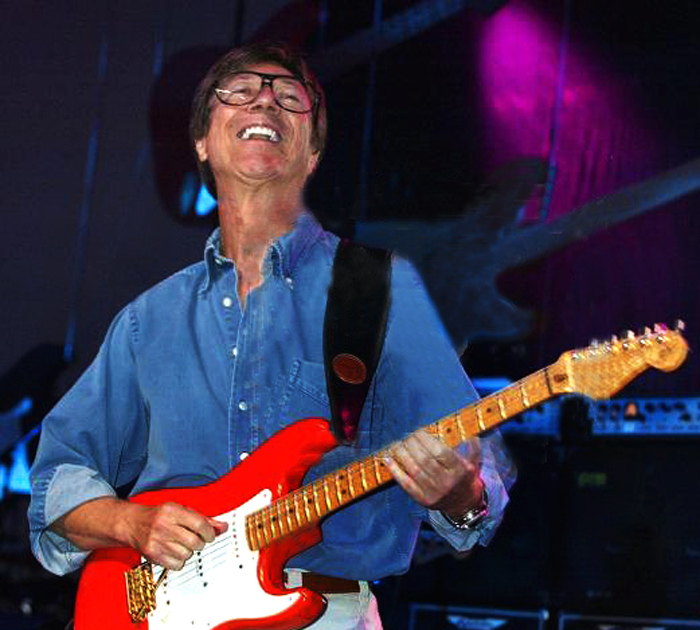
El artista Hank Marvin tocando una 1965 Fender, instrumento usado para la creación de Rollin.

Para la creación del sencillo se necesitaron varios instrumentos, entre ellos:
Yamaha C7 Piano
Ibanez 1200 Bass
Roland Jupiter-8
Fender Rhodes
PPG Wave 2.2, Linn LM-2
1965 Fender Stratocaster
ARP String Ensemble PE IV

## Posicionamiento en listas

### Semanales
| Alemania        | Official German Charts  | 94 |
| Australia       | ARIA Top 100 Singles    | 40 |
| Canadá          | Canadian Hot 100        | 36 |
| Eslovaquia      | Singles Digital Top 100 | 46 |
| Escocia         | Scottish Singles Chart  | 22 |
| Estados Unidos  | Billboard Hot 100       | 62 |
| Estados Unidos  | Rhythmic Songs          | 26 |
| Francia         | SNEP                    | 38 |
| Irlanda         | IRMA                    | 23 |
| Nueva Zelanda   | NZ Top 40 Singles Chart | 34 |
| Países Bajos    | Dutch Top 40            | 58 |
| Portugal        | AFP                     | 40 |
| Reino Unido     | UK Singles Chart        | 43 |
| República Checa | Singles Digitál Top 100 | 45 |
| Suecia          | Sverigetopplistan       | 67 |
| Suiza           | Schweizer Hitparade     | 73 |

## Certificaciones
| País      | Organismo certificador | Certificación | Ventas certificadas | Ref.   |
| --------- | ---------------------- | ------------- | ------------------- | ------ |
| Australia | ARIA                   | Oro           | 35,000              | [ 23 ] |
| México    | AMPROFON               | Oro           | 30,000              | [ 24 ] |

## Lanzamiento
| País           | Fecha               | Formato                     | Discográfica | Ref.   |
| -------------- | ------------------- | --------------------------- | ------------ | ------ |
|                | 12 de mayo de 2017  | Descarga Digital            | Sony         | [ 25 ] |
| Estados Unidos | 27 de junio de 2017 | Radio Rítmica Contemporánea | Sony         | [ 26 ] |